# Nevinné krutosti
Nevinné krutosti (v originále Ridicule) je francouzský hraný film z roku 1996, který režíroval Patrice Leconte. Film získal čtyři Césary, včetně nejlepšího filmu a nejlepší režie. Byl také nominován na Oscara za nejlepší cizojazyčný film. Snímek měl světovou premiéru na filmovém festivalu v Cannes dne 9. května 1996.

## Děj
V roce 1780 Grégoire Ponceludon de Malavoy, mladý, nemajetný šlechtic přijíždí na královský dvůr do Versailles s přáním požádat krále Ludvíka XVI. o prostředky k vysušení bažin Dombes, které jsou zdrojem epidemií, které decimují rodiny jeho poddaných. Protože se mu nepodaří získat audienci, snaží se u dvora získat spojence a podporu.
Markýz de Bellegarde mu nakonec pomůže, poskytne mu ubytování a představí ho u dvora. Výsledkem jsou intriky mezi krátkodobým královským oblíbencem, abbé de Villecourt, jeho milenkou Madame de Blayac (která se zároveň stává baronovou milenkou), Grégoirem de Ponceludon a Mathilde de Bellegarde, dcerou markýze.
Mladý baron čelí mnoha intrikám, než se může setkat s králem v soukromí, "náhodné" setkání v zahradách zámku ve Versailles připravují jeho ochránci. Baron je pozván na ukázku střelby z nového děla a nabízí vylepšení děla. To se dotkne dělostřeleckého důstojníka a barona urazí. Aby baron neztratil tvář, je povinen vyzvat důstojníka k souboji. Tím si baron zkomplikuje pozici u dvora, protože král následně odmítne přijmout muže, který zabil jednoho z jeho důstojníků. Grégoire opouští Versailles s Mathildou.
O několik let později, v roce 1794, kdy revoluce donutila řadu šlechticů k emigraci, markýz de Bellegarde, nyní emigrant ve Velké Británii, vzpomíná nostalgicky na dávné časy.
Občan Grégoire Ponceludon (zřekl se přídomku) konečně od revoluční vlády povolení jako hydrograf stavebního inženýrství, aby odvodnil bažiny Dombes. Mathilde se mezitím stala jeho manželkou.

## Obsazení
| Charles Berling      | baron Grégoire Ponceludon de Malavoy |
| Jean Rochefort       | markýz de Bellegarde                 |
| Fanny Ardant         | komtesa de Blayac                    |
| Judith Godrèche      | Mathilde de Bellegarde               |
| Bernard Giraudeau    | abbé de Villecourt                   |
| Bruno Zanardi        | Paul, syn Charlotty                  |
| Bernard Dhéran       | hrabě de Montalieri                  |
| Albert Delpy         | baron de Guéret                      |
| Carlo Brandt         | rytíř de Milletail                   |
| Urbain Cancelier     | Ludvík XVI.                          |
| Jacques Mathou       | Charles-Michel de l'Épée             |
| Jacques Roman        | Chevernoy                            |
| Maurice Chevit       | notář                                |
| Philippe du Janerand | genealog Bernard Chérin              |
| Philippe Magnan      | baron de Malenval                    |
| José Fumanal         | plukovník de Chevernoy               |
| Lucien Pascal        | hrabě de Blayac                      |
| Marie Pillet         | guvernantka Charlotte                |
| Laurent Valo         | němý žák Simon                       |
| Fabrice Eberhard     | rytíř de Saint-Tronchain             |
| Antonin Lebas-Joly   | Jean-François Autier                 |
| Mirabelle Kirkland   | Marie Antoinetta                     |

## Ocenění
- Filmové ceny Critics' Choice: nejlepší cizojazyčný film
- César: nejlepší film, nejlepší režie ( Patrice Leconte), nejlepších výprava (Ivan Maussion), nejlepší kostýmy (Christian Gasc); nominace v kategoriích nejlepší herec (Charles Berling), nejlepší herec ve vedlejší roli (Bernard Giraudeau a Jean Rochefort), nejlepší původní scénář (Remi Waterhouse), nejlepší filmová hudba (Antoine Duhamel), nejlepší kamera (Thierry Arbogast), nejlepší zvuk (Jean Goudier, Dominique Hennequin a Paul Lainé), nejlepší střih (Joelle Hache)
- Lumières: nejlepší film, nejlepší herečka (Fanny Ardant), nejlepší herec (Charles Berling)
- David di Donatello: nejlepší cizojazyčný film
- BAFTA: nejlepší cizojazyčný film
- London Film Critics Circle Award: nejlepší cizojazyčný film
- Boston Society of Film Critics Awards: nominace na nejlepší zahraniční film
- Satellite Award: nominace na nejlepší cizojazyčný film
- Zlaté glóby: nominace na nejlepší cizojazyčný film
- Oscar: nominace na nejlepší cizojazyčný film